# Бейт Хагефен
Культурный центр «Бейт Хагефен» (ивр. בית הגפן‎, англ. Beit-HaGefen Arab Jewish Culture Center) — арабо-еврейский культурный центр, располагающийся в израильском городе Хайфа; был основан мэром города Абба Хуши в 1963 году для продвижения межконфессиональных социальных и культурных мероприятий в регионе; управляет галереей современного искусства, которая ежегодно проводит несколько временных выставок, связанных с темами толерантности и сосуществования.

## История и описание
Культурный центр «Бейт Хагефен» (Beit Ha’Gefen) был основан в Хайфе в 1963 году — инициатором создания арабско-еврейского центра, который бы организовывал и продвигал межконфессиональные социальные и культурные мероприятия, являлся мэр города Абба Хуши (1898—1969). Деятельность центра включает в себя проведение экскурсий по Хайфе, организацию мероприятий на тему сосуществования, а также — конференций и художественных событий в городе; центр поддерживает театральную труппу, ставящую постановки на арабском языке — она является старейшей в Израиле.
«Бейт Хагефен» является организатором двух масштабных культурных мероприятий в городе Хайфа: в декабре каждого года проходит «Holiday of Holidays» (букв. праздник праздников), который является одновременным празднованием Рамадана, Рождества и Хануки, а месяц арабский театр ежегодно проходит летом. «Holiday of Holidays» впервые прошёл в декабре 1994 года — в тот год все три иудейских, мусульманских и христианских праздника произошли практически одновременно. Основным местом проведения двухнедельного мероприятия стал арабский район Вади Ниснас (Wadi Nisnas), на окраине которого и находится основное здание центра.
До заключения Соглашения в Осло в августе 1993 года деятельность центра в Хайфе носила, в основном, локальный характер; после подписания договора центр начал свою международную деятельность — в частности, он установил связи с аналогичными организациями, расположенными на территории Иордании, Марокко и Палестины. Центр также стал участником межконфессионального движения, предоставляя свои помещения для регулярных встреч между представителями трех основных монотеистических религий, представленных в регионе. Кроме того, каждые два года «Бейт Хагефен» организует межконфессиональную конференцию с участием мусульманских, христианских, иудейских, бахайских и друзовских религиозных лидеров.
Сам центр подразделяется на шесть отделов: отдел культуры, галерея современного искусства, театр Эль-Карама (El Karama), центр для посетителей (Visitor Center), центр диалога и библиотеку «The Clore Library», а также — культурный центр для детей. Современная художественная галерея, управляемая центром, ежегодно проводит несколько выставок, связанных с такими темами как толерантность и сосуществование; в декабре 2018 года галерея открылась в своём новом крыле «Третье пространство» (The Third Space).